# 野澤ゆき子
野澤 ゆき子（のざわ ゆきこ）は、日本の漫画家。女性。愛知県出身。名古屋造形大学美術コース卒。

## 経歴
名古屋造形大学の美術コースを卒業後、2013年に『月刊コミックゼノン』（徳間書店）開催の「第18回マンガオーディション」の準優秀賞を『それいけ江口くん』で受賞し、同年9月号より『よこしまな江口くん』のタイトルで連載を開始。2017年3月号まで連載された後、同年4月号より『江口くんは見逃さない』に改題し、2019年3月号まで連載された。
また、『イヤよイヤよも好きのうち』を『まんがタイムジャンボ』にて2016年1月号から6月号までゲスト連載、7月号より『偏食女子は恋でおなかを満たしたい』に改題し本格連載を開始。その後『まんがタイムジャンボ』の休刊に伴い、2018年6月号より『まんがタイムスペシャル』に移籍し、同年7月号の掲載をもって連載を終了した。
2019年12月より『週刊ヤングジャンプ」（集英社）にて連載が始まった『君のことが大大大大大好きな100人の彼女』（原作 : 中村力斗）の作画を担当している。

## 作品リスト

### 漫画作品

#### 連載
- よこしまな江口くん（『月刊コミックゼノン』2013年9月号 - 2017年3月号） - 不定期連載[12]。
  - 江口くんは見逃さない（『月刊コミックゼノン』2017年4月号 - 2019年3月号）
- 偏食女子は恋でおなかを満たしたい（『まんがタイムジャンボ』2016年1月号 - 2018年4月号、『まんがタイムスペシャル』2018年6月号 - 同年7月号）
- 君のことが大大大大大好きな100人の彼女（原作：中村力斗、『週刊ヤングジャンプ』2020年4・5合併号 - 連載中） - 作画担当。

#### 読み切り
- それいけ江口くん（『月刊コミックゼノン』2013年8月号[4]）
- 三瀬さんは見せたがり（『増刊ヤングジャンプGOLD』vol.3[13]）
- やわらかヴィランズ（『増刊ヤングジャンプGOLD』vol.4[14]）
- 初カノ初カレ初レンアイ（『ヤングキング』2019年13号[15]）
- 先輩が僕をイジる理由（『月刊ComicREX』2019年12月号[16]）

### 書籍
- 『よこしまな江口くん』徳間書店〈ゼノンコミックス〉、2016年7月20日発売[12]、ISBN 978-4-19-980359-8
- 『江口くんは見逃さない』、徳間書店〈ゼノンコミックス〉2017年 - 2019年、全4巻
  1. 2017年4月20日発売[17]、ISBN 978-4-19-980407-6
  2. 2017年11月20日発売[18]、ISBN 978-4-19-980460-1
  3. 2018年6月20日発売[19]、ISBN 978-4-19-980498-4
  4. 2019年3月20日発売[20]、ISBN 978-4-19-980539-4
- 『偏食女子は恋でおなかを満たしたい』芳文社〈まんがタイムコミックス〉、2018年7月6日発売[21]、ISBN 978-4-8322-5701-6
- 『君のことが大大大大大好きな100人の彼女』、原作：中村力斗、集英社〈ヤングジャンプ コミックス〉2020年 - 刊行中、既刊22巻（2025年6月18日現在）

### その他
- あまサドアンソロジー（アンソロジーコミック、2024年）イラスト[22]

## 関連人物
のざわたけし
漫画家。従兄弟。野澤と同じ名古屋造形大学出身。
安藤正基
漫画家。幼馴染。野澤と同じ名古屋造形大学出身。
中村力斗
漫画家、漫画原作者。『君のことが大大大大大好きな100人の彼女』の原作担当。